# Ritterstein

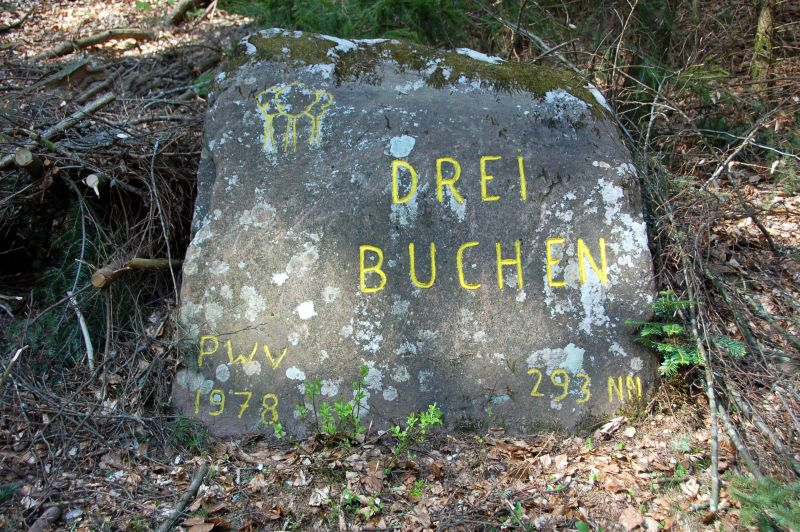
Ritterstein 213 Drei Buchen: links oben das Namenssymbol (drei stilisierte Buchen), links unten das Aufstellungsjahr (1978), rechts unten die Meereshöhe

Als Ritterstein werden Marken aus Sandstein bezeichnet, die im Pfälzerwald, einem Mittelgebirge in Rheinland-Pfalz, mit eingemeißelten Inschriften auf geschichtlich oder naturkundlich bemerkenswerte Örtlichkeiten hinweisen. Teilweise wurden zu diesem Zweck eigens Findlinge aufgestellt, teilweise auch vor Ort vorhandene Felsen oder Mauern genutzt, um die Informationen anzubringen.
Kennzeichen der Rittersteine sind ein kurzer Text samt dem Kürzel „PWV“ für den Pfälzerwald-Verein, der die Steine aufstellt und betreut. Benannt sind sie nach Forstdirektor Karl Albrecht von Ritter (1836–1917), dem ersten Vorsitzenden des PWV - Dachverbandes, der sich seit 1910 um die Aufstellung verdient machte.
Die Liste der Rittersteine enthält Basisinformationen.

## Geschichte

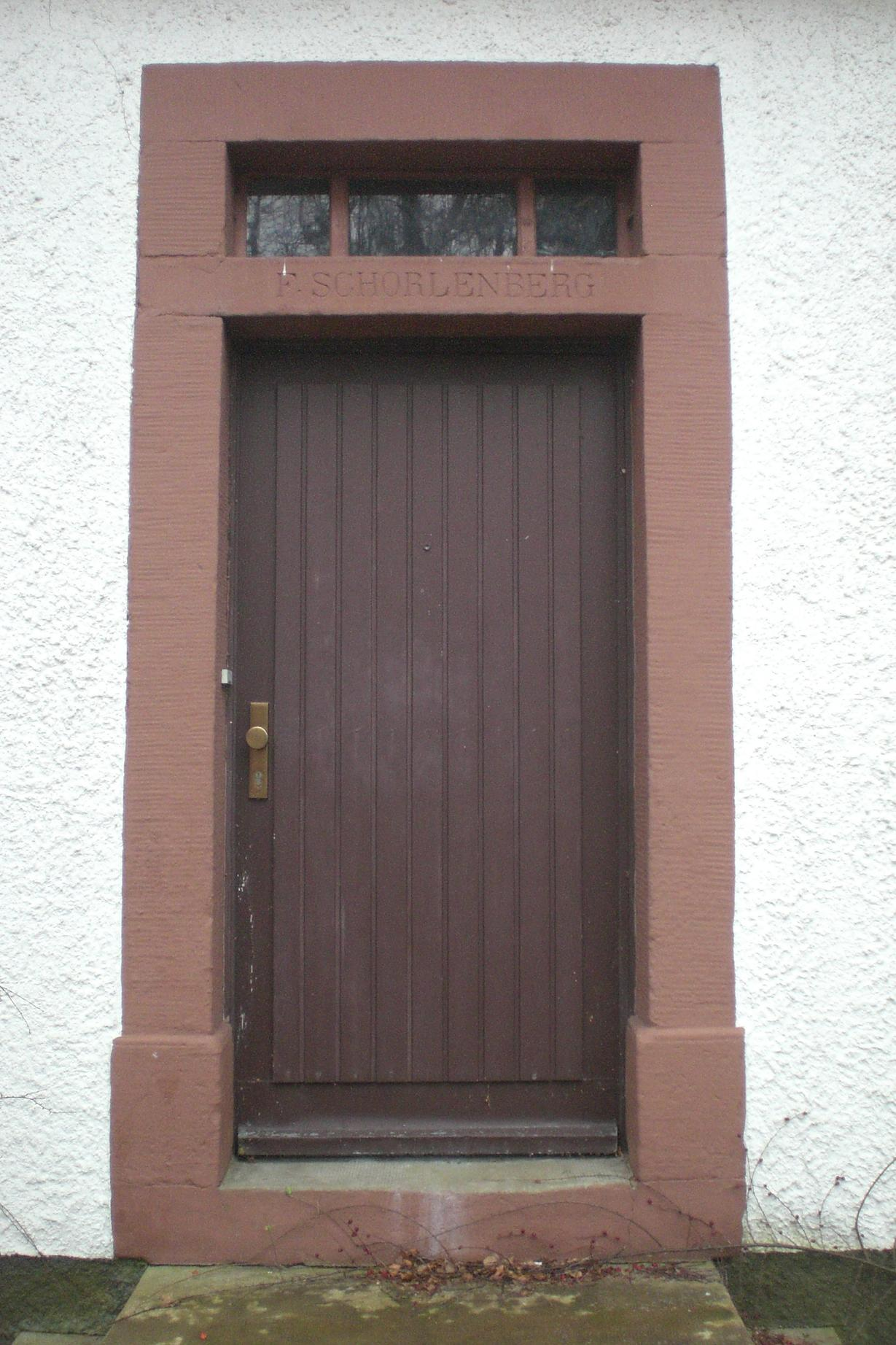
Ritterstein 179 Forsthaus Schorlenberg

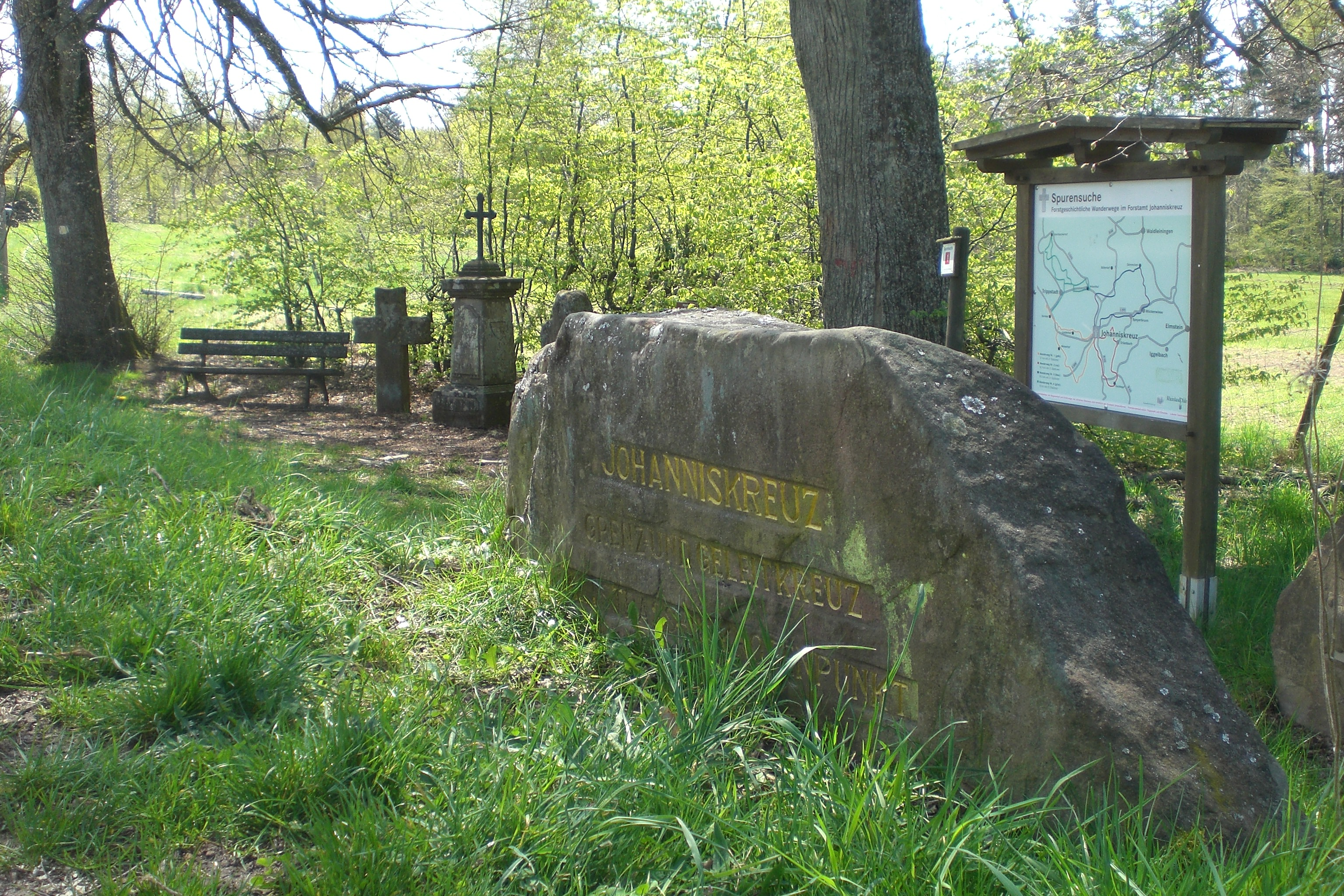
Ritterstein 111 Johanniskreuz

Im Jahre 1910 folgte der PWV der Anregung von Daniel Häberle, im Pfälzerwald Steinmarken aufzustellen, um bemerkenswerte Örtlichkeiten zu kennzeichnen. Weil Forstdirektor von Ritter das Projekt förderte und die meisten Standorte vorschlug, beschloss die Mitgliederversammlung des PWV im Januar 1912, die Steine nach ihm „Rittersteine“ zu nennen.
Bis 1912 wurden über 87 Rittersteine als „steinerne Geschichtsschreibung des Pfälzerwaldes“ aufgestellt. 1916 erschien erstmals ein gedrucktes Verzeichnis von Karl Albrecht von Ritter im "Pfälzerwald", dem Mitteilungsorgan des Vereines, mit 144 Standorten.
Angesichts der wirtschaftlichen Probleme nach dem Ersten Weltkrieg gerieten die Rittersteine in Vergessenheit. Von 1930 bis 1950 versuchte Emil Ohler († 1959), die alten Steinmarken wiederzufinden und – unter Einschluss neu hinzugekommener Steine – eine aktualisierte Liste zu erstellen. 1954 erhielt Ohler das Bundesverdienstkreuz am Bande.
Nach Ohlers Tod führte Karl Becker die Arbeit bis 1966 weiter, dann drohte die Erinnerung erneut zu verblassen. Deshalb beauftragte der PWV den Heimatforscher Walter Eitelmann (1922–2009), alles erreichbare Wissen rund um die Rittersteine und die von ihnen markierten Objekte und Ereignisse zu sammeln und vor dem vollständigen Vergessen zu bewahren. Bis 1972 war Eitelmann zu Fuß im Pfälzerwald unterwegs, um Objekte zu suchen, zu restaurieren und heimatkundige Zeitzeugen zu befragen. Ergebnis von Eitelmanns Arbeit war das Buch Rittersteine im Pfälzerwald, in dem das ermittelte Wissen zu jedem einzelnen Ritterstein zusammengetragen ist und das inzwischen in 5. Auflage vorliegt. Das Buch gliedert die Steinmarken nach folgenden Gesichtspunkten:
- Orientierungspunkte
- Untergegangene Siedlungen
- Kriegsschauplätze und Schanzen, Begebenheiten und Legenden
- Holzwirtschaft und Holzflößerei
- Forst- und Jagdbetrieb
- Viehwirtschaft und Wolfsplage
- Industrien im Pfälzerwald
- Ehrungen von Persönlichkeiten

In den 1990er Jahren übernahm Erhard Rohe (verstorben 2012), 1980 zum ersten hauptamtlichen Geschäftsführer des PWV bestellt, die Betreuung der Rittersteine, seit 2000 Klaus Frölich aus Kaiserslautern, der von 2003 bis 2012 stellvertretender Hauptvorsitzender des Pfälzerwald-Vereins war. Jährlich investiert der Pfälzerwald-Verein bis zu 5000 € in die Pflege und Instandhaltung seiner „steinernen Geschichtsschreibung“.

## Pflege

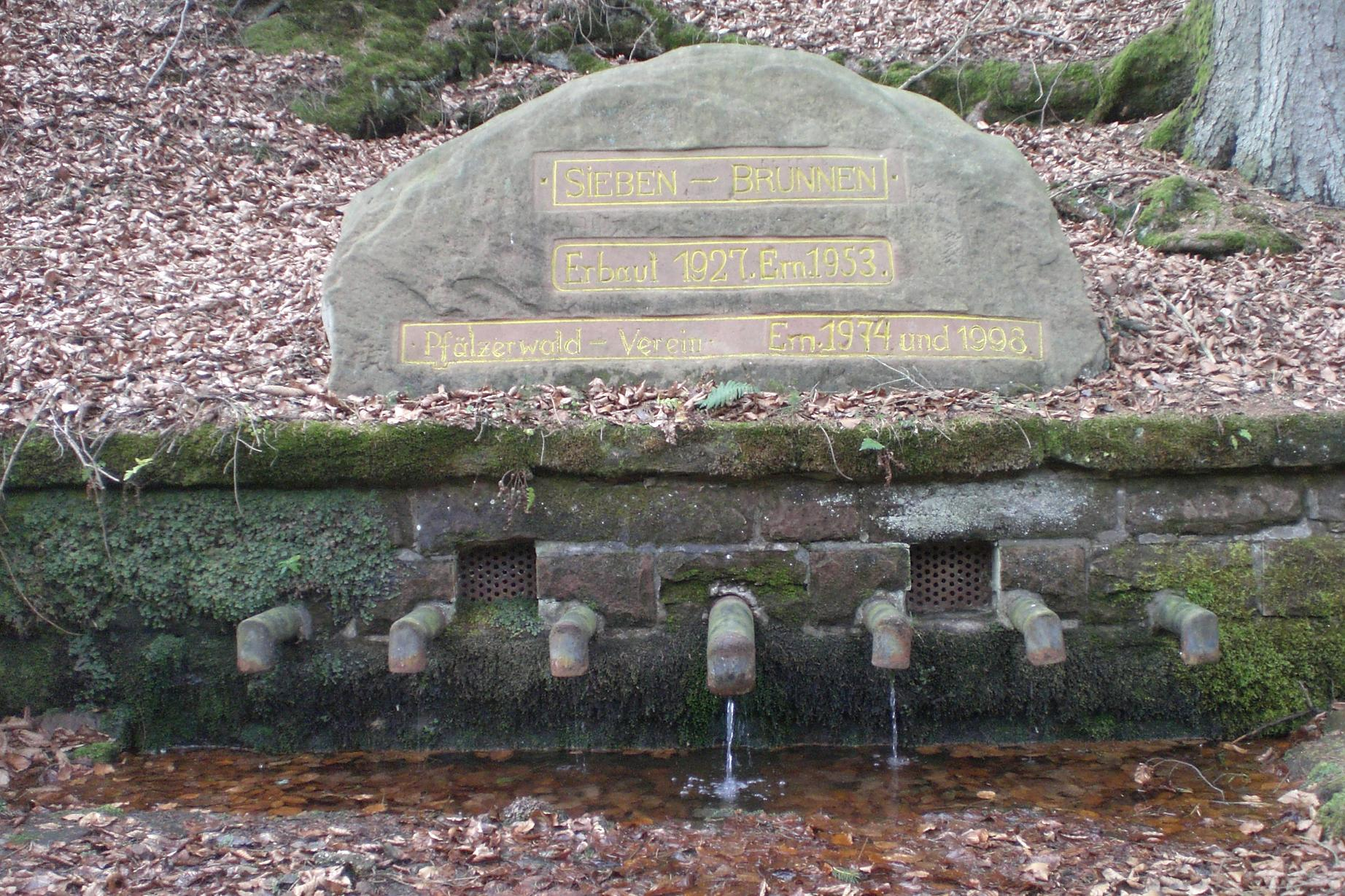
Ritterstein 188 Siebenbrunnen mit Dokumentation von Aufstellung (1927) und Pflege (1953, 1974, 1998)

Heute existieren – je nach Quelle – 306 oder 307 Rittersteine. Erhard Rohe nennt fünf weitere Steine, die bei verschiedenen Baumaßnahmen verschwunden sind. Neuaufstellungen sind wegen des Pflegeaufwands aus Kostengründen nicht geplant. Eine Ausnahme davon ist der Ritterstein 307 PWV-Hain, der im Sommer 2022 aufgestellt wurde. In aktuellen Wanderkarten sind die Standorte zum größten Teil eingezeichnet.